# Landesarchiv Greifswald

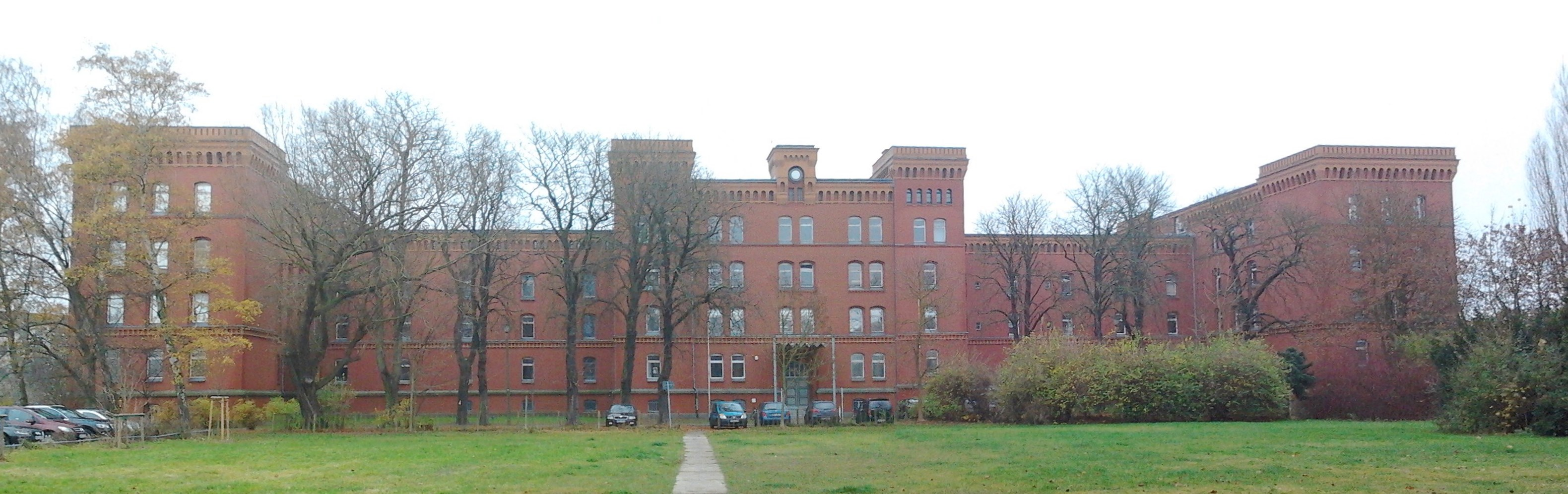
Landesarchiv Greifswald

Das Landesarchiv Greifswald ist eine Institution des Landesamtes für Kultur und Denkmalpflege Mecklenburg-Vorpommerns und zuständig für die archivische Betreuung der Landesbehörden in den Landkreisen Vorpommern-Rügen und Vorpommern-Greifswald. Das Landesarchiv Greifswald befindet sich seit seiner Gründung in einem ehemaligen Kasernengebäude am Martin-Andersen-Nexö-Platz.

## Geschichte
Das Landesarchiv Greifswald wurde im August 1946 als Außenstelle des Mecklenburgischen Geheimen und Hauptarchivs Schwerin gegründet, um die seit 1942 ausgelagerten Bestände des Staatsarchivs Stettin der preußischen Provinz Pommern aufzunehmen. Das gelang nur für den in der Sowjetischen Besatzungszone vorgefundenen Teil der Archivalien. Auslagerungsorte in Vorpommern waren Schwerinsburg bei Anklam, Ralswiek auf Rügen, Endingen bei Franzburg und Plennin. Die anfangs ebenfalls genutzten Schlösser in Schlemmin und Spantekow wurden noch vor Kriegsende wieder aufgegeben. Die im nun polnischen Hinterpommern ausgelagerten Bestände befinden sich heute in den polnischen Staatsarchiven Stettin („Archiwum Państwowe w Szczecinie“) und Köslin („Archiwum Państwowe w Koszalinie“). Bis 1948 konnten in den notdürftig hergerichteten Räumen der Alten Kaserne insgesamt ca. 1.500 laufende Meter (lfm) Archivgut aus den Auslagerungsorten zusammengeführt werden. Diese Arbeiten wurden zunächst vom letzten kommissarischen Leiter des Stettiner Staatsarchivs, Hermann Gollub, sowie dem letzten Stettiner Magazinmeister Willi Nemitz durchgeführt. Als Gollub 1947 überraschend starb, trat der vormalige Stadtarchivar von Gleiwitz in Schlesien, Oswald Völkel, an seine Stelle.
1951 erfolgte die Umbenennung in Landesarchiv Greifswald und 1952 die Aufstockung des Personalbestandes auf insgesamt vier Mitarbeiter, nämlich zwei Facharchivare, einen Magazinmeister und eine Reinigungskraft. In den 1950er Jahren bemühte sich das Archiv um die weitere Sicherung von Archivgut in Vorpommern. Dadurch gelangten sowohl Unterlagen verschiedener aufgelöster staatlicher Behörden, aber auch zahlreiche vorpommersche Stadtarchive in das Landesarchiv. Für die zahlreichen und zum Teil wertvollen vorpommerschen Gutsarchive, über die zumindest teilweise seit Anfang des 20. Jahrhunderts angefertigte Bestandsübersichten vorliegen, kamen diese Bemühungen allerdings in den meisten Fällen zu spät. Dabei zählte die Betreuung der kleineren nichtstaatlichen Archive durch die vom Provinzialverband Pommern finanzierte und am Stettiner Staatsarchiv eingerichtete Archivberatungsstelle zu den Vorreitern auf ihrem Gebiet in Preußen. Zu Beginn der 1960er Jahre wurde ein begrenzter Archivalienaustausch zwischen dem Landesarchiv Greifswald und dem Archiwum Państwowe w Sczcecinie durchgeführt, um wenigstens die sinnlosesten Auseinanderreißungen von Beständen durch die Auslagerungen während des Krieges zu beseitigen.
1965 wurde das staatliche Archivwesen der DDR reformiert. Das Landesarchiv Greifswald wurde unter der Bezeichnung Staatsarchiv Greifswald eine eigenständige Behörde und für die archivische Betreuung des Bezirkes Rostock zuständig. Die Zuständigkeit erstreckte sich die Unterlagen der staatlichen Einrichtungen sowie, wie überall in der DDR, seit den 1970er Jahren auch auf das Archivgut der volkseigenen Wirtschaft des Bezirkes. Dagegen unterhielten die SED, der FDGB und andere Massenorganisationen eigene Archive, entweder auf Bezirksebene (SED, FDGB) oder zentral (z. B. FDJ, ABI). Nur einige weniger bedeutende Organisationen archivierten ihre Unterlagen auch in den Staatsarchiven. Erst nach der Neubildung des Landes Mecklenburg-Vorpommern kamen seit 1993 auch die Archivalien der SED-Bezirksparteiorganisation Rostock sowie weiterer Parteien und Massenorganisationen zum Archivbestand.
Nach der politischen Wende in der DDR erfolgte noch 1990 die Umbenennung in Vorpommersches Landesarchiv. Eine neue gesetzliche Grundlage erhielt das staatliche Archivwesen in Mecklenburg-Vorpommern mit dem Landesarchivgesetz von 1997. Mit diesem erhielt das Archiv wieder seinen früheren Namen Landesarchiv Greifswald. Seit dem 1. Januar 2006 sind die beiden staatlichen Archive Mecklenburg-Vorpommerns (Landesarchiv Greifswald und Landeshauptarchiv Schwerin) zusammen mit der Landesbibliothek sowie den Landesämtern für Denkmalpflege und Bodendenkmalpflege in der neuen Gesamtbehörde Landesamt für Kultur und Denkmalpflege zusammengeschlossen und bilden innerhalb dieser eine Fachabteilung.
Anfang 2013 wurde bekannt gegeben, dass noch 2013 vier der insgesamt achteinhalb Kilometer Archivgut nach Schwerin verlagert werden. Damit werden einerseits zwei provisorische Außenstellen aufgelöst, andererseits verschwindet damit zugleich auch das Archivgut aus der Zeit nach 1945 fast vollständig aus Greifswald, was perspektivisch mit einer Umwandlung des Landesarchivs in ein Historisches Staatsarchiv verbunden sein dürfte.

## Leitung
- 1947–1953 Oswald Völkel
- 1953–1969 Joachim Wächter
- 1969 ff. Johannes Kornow